# Teodor Cais
Teodor Tadeusz Cais (ur. 27 czerwca 1891, zm. 1977) – polski urzędnik, oficer Wojska Polskiego.

## Życiorys
Urodził się 27 czerwca 1891. W 1911 zdał egzamin dojrzałości w C. K. Gimnazjum z wykładowym językiem polskim w Przemyślu
Po wybuchu I wojny światowej wstąpił do Legionów Polskich i służył jako chorąży II Brygady i 5 Dywizji Strzelców Polskich (w tym czasie używał tożsamości „Tadeusz Kruk”). Po odzyskaniu przez Polskę niepodległości został przyjęty do Wojska Polskiego. Został zweryfikowany w stopniu porucznika rezerwy piechoty ze starszeństwem z dniem 1 czerwca 1919. W 1923, 1924 był przydzielony jako oficer rezerwowy do 38 pułku piechoty w garnizonie Przemyśl. W 1934 jako porucznik rezerwy był przydzielony do Oficerskiej Kadry Okręgowej nr VI jako oficer reklamowany na 12 miesięcy i pozostawał wówczas w ewidencji Powiatowej Komendy Uzupełnień Stanisławów.

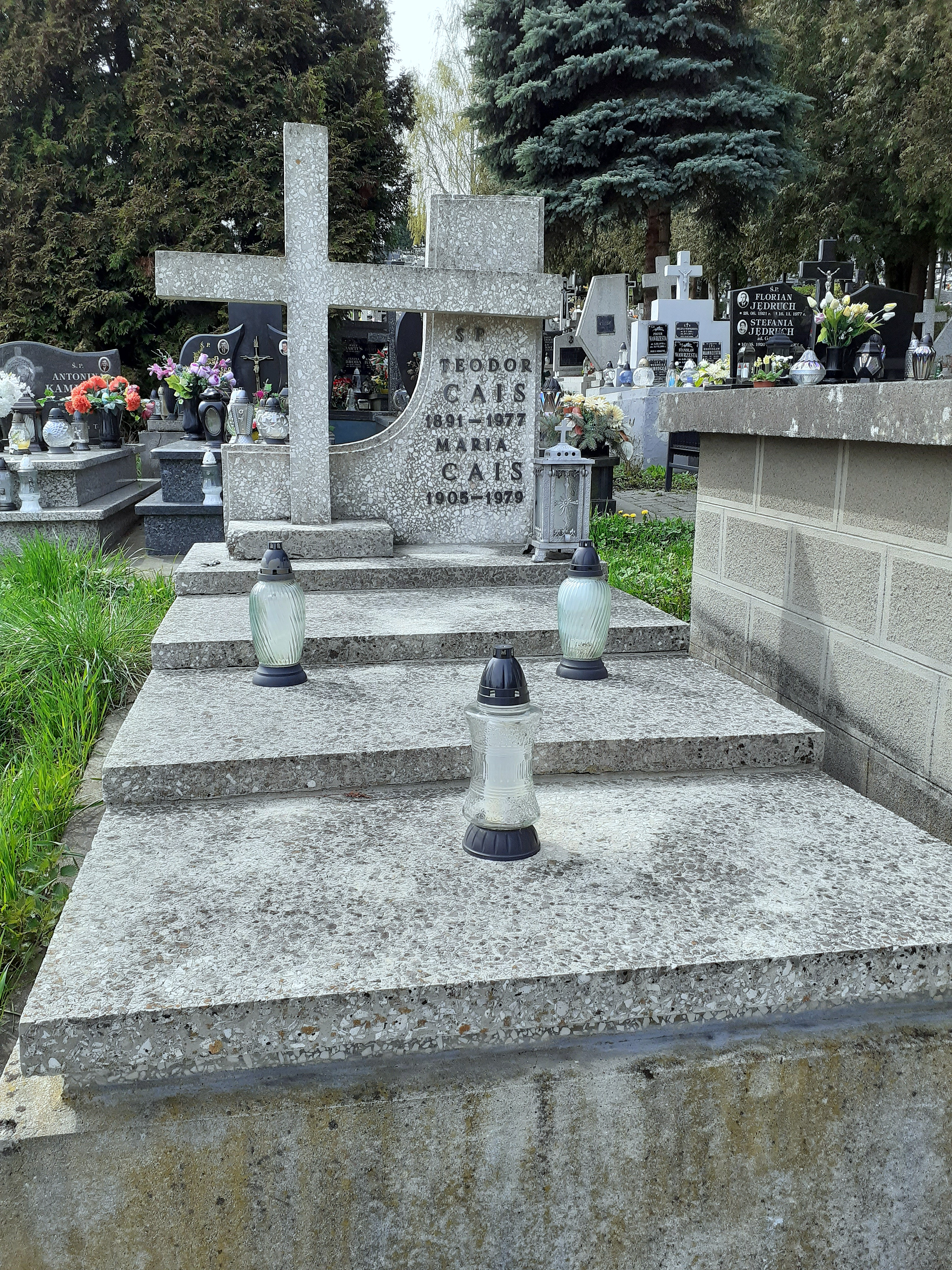
Grobowiec Teodora i Marii Cais

Wstąpił do służby państwowej II Rzeczypospolitej. Pełnił stanowisko wicestarosty powiatu nadwórniańskiego i z tej funkcji we wrześniu został powołany do Ministerstwa Spraw Wewnętrznych. W Nadwórnej działał społecznie, będąc m.in. prezesem miejscowego Związku Strzeleckiego i koła Polskiego Towarzystwa Tatrzańskiego.
Był autorem rysunków map w publikacji pt. Przemyśl i okolice autorstwa Krzysztofa Wolskiego (1957), rysunków i map w publikacji pt. Tysiąc lat Przemyśla. 1961–1965 autorstwa Krystyny Andrzejczyk i innych (1961), map w publikacji Ziemia Przemyska autorstwa Jana Skarbowskiego (1963), 
Zmarł w 1977 i został pochowany na cmentarzu Głównym przy ulicy Juliusza Słowackiego w Przemyślu (kwatera 70, rząd 1, miejsce 9).

## Odznaczenia
- Krzyż Niepodległości (3 maja 1932, za pracę w dziele odzyskania niepodległości)[13]
- Srebrna Odznaka Honorowa Ligi Obrony Powietrznej i Przeciwgazowej II stopnia[14]